# 슘페터 장기 파동 가설
슘페터 장기 파동 가설은 오스트리아 학파 경제학자 슘페터가 주장한 가설로, 기술 및 산업생산방식의 혁명적인 변화는 50년을 기준으로 하여 규칙적으로 나타난다는 가설이다. 슘페터 장기 파동 가설에 따르면 지금까지
네 차례의 파동이 있었으며, 현재는 다섯 번째 파동인 정보화 혁명이 진행 중이다.

## 한계
기술 혁신이 새로운 장기적 경기 상승을 불러온다는 견해에는 대부분의 경제학자들이 동의하나, 기술 혁신이 주기적으로 찾아온다는 가설에 대해서는 많은 경제학자들이 우연에 가깝다는 의견을 내고 있다. 또한, 경기 불황이 새로운 기술 혁신을 가져온다는 슘페터의 가설에 대해서도 논란이 많다.

## 연관된 가설
- 콘트라티에프의 파동 - 장기 파동
- 쥐글라르의 파동 - 중기 파동
- 키친의 파동 - 단기 파동